# یواس‌اس کوئست (ای‌ام-۲۸۱)
یواس‌اس کوئست (ای‌ام-۲۸۱) (به انگلیسی: USS Quest (AM-281)) یک کشتی بود، که طول آن ۱۸۴ فوت ۶ اینچ (۵۶٫۲۴ متر) بود. این کشتی در سال ۱۹۴۴ ساخته شد.